# 3200 Faetonte
3200 Faetonte é um asteroide com características pouco usuais e que pode ser um cometa que perdeu seu material volátil. Faetonte, que recebe o nome de um personagem da mitologia grega, cruza as órbitas dos Apolos e dos planetas Mercúrio, Vênus, Terra e Marte.
Quando examinavam dados do Satélite Astronômico Infravermelho (IRAS) em busca de corpos em movimento, Simon F. Green e John K. Davies descobriram Faetonte (1983 TB) em imagens datadas a partir de 11 de outubro de 1983. A descoberta foi anunciada em 14 de outubro, juntamente com uma confirmação ótica levada a efeito por Charles T. Kowal, que determinou sua aparência de asteróide. Trata-se do primeiro asteroide descoberto por uma nave espacial. Seu diâmetro é de 5,1 km.
Faetonte aproximou-se da Terra em 10 de dezembro de 2007, chegando a 18,1 Gm. Aproximar-se-á ainda mais em 2017, 2050 e 2060, até chegar a 0,0198 UA (ou 3 Gm) em 14 de dezembro de 2093.
A chuva de meteoros Gemínidas está associada a este asteroide.